# Dan Grigore Adamescu
Dan Grigore Adamescu (n. 20 septembrie 1948, Râmnicu Vâlcea, Vâlcea, România – d. 24 ianuarie 2017, București, România) a fost un controversat
om de afaceri român.
A deținut companiile Astra Asigurări, AXA Life Insurance, Unirea Shopping Center, Medien Holding (trustul care deține ziarul România Liberă) și FC Oțelul Galați prin intermediul companiei The Nova Group.
De asemenea, a deținut acțiuni la Baumeister (construcții), Mega Construct (energie), City Business Center, Modern Business Center (imobiliare), Rex,
InterContinental și Pullman (industria hotelieră) și MegaVision (retail electrocasnice).
Tatăl său a fost procuror militar.
La 27 mai 2016 a fost condamnat definitiv la 4 ani și 4 luni închisoare cu executare, într-un dosar de corupție privind soluții favorabile în dosare de insolvență.